# Eye Cue
Eye Cue — северомакедонский дуэт, который исполняет музыку в стиле поп-рок, представители Македонии на Евровидении-2018.

## История
Дуэт был сформирован в 2008 году Бояном Трайковским и Марией Ивановски. 13 февраля 2018 года были выбраны закрытым отбором в качестве представителя Македонии на Евровидении-2018. Они выступали с песней «Lost and Found» в первом полуфинале конкурса 8 мая, где заняли 18-е место и не прошли в финал.